# 卞皇后 (曹奐)
卞皇后（べんこうごう）は、三国時代の魏の曹奐の皇后。父は卞琳。母は劉氏。祖父の卞秉は武宣皇后の弟である。また、曹髦の皇后卞氏の叔母に当たる。
曹奐が即位すると、景元4年（263年）10月、皇后に立てられた。
曹奐は司馬炎（晋の武帝）に禅譲した後、晋の泰始元年12月（266年2月）に鄴に移住したが、その際の卞皇后の消息は不明である。